# 锡金柳
锡金柳（学名：Salix sikkimensis）为杨柳科柳属的植物。分布于印度、锡金、尼泊尔以及中国大陆的西藏、云南等地，生长于海拔3,700米至4,500米的地区，多生长于河滩发以及路旁，目前尚未由人工引种栽培。